# Digitalis cariensis
Digitalis cariensis là một loài thực vật có hoa trong họ Mã đề. Loài này được Boiss. ex Jaub. & Spach mô tả khoa học đầu tiên năm 1853.